# Rob VanAlkemade
Rob VanAlkemade (* 1970 in Teaneck, New Jersey) ist ein amerikanischer Filmproduzent, Dokumentarfilmer und Kameramann.
Rob VanAlkemade hatte zunächst viele Jahre in New York City gelebt, schloss dort sein Studium an der New School für Sozialforschung in Medienwissenschaften mit Auszeichnung ab. Er zog nach Los Angeles, wo er 1995 seine Karriere begann und sehr vielseitig als Filmregisseur, -Produzent, Kameramann, Tonmeister und Redakteur arbeitete. Er schuf zahlreiche Dokumentarfilme und wurde für Bildgestaltung und Regie von Preacher with an Unknown God beim Sundance Film Festival im Jahr 2006 ausgezeichnet. 2007 erregte VanAlkemade mit seinem Film über die Problematik des Konsums der Menschen What Would Jesus Buy? (Bildgestaltung und Regie) großes mediales Aufsehen und traf damit ein Anliegen vieler Menschen.

## Kritik
Bluprint schrieb „Rob VanAlkemade ist ein Filmemacher, der sich darauf spezialisiert hat, das Beste aus seinen Geschichten und Themen herauszuholen, und zwar mit dem leisesten und am wenigsten störenden Fußabdruck, von der Unternehmenszentrale bis zu Kriegsgebieten. Seine pragmatische, unterstützende Führung taktischer, optimierter Crews in jeder Phase der Produktion führte zu einer Auszeichnung der Sundance Jury als Regisseur, einer neuen Fernsehserie als Showrunner und einem Dokumentarfilm für National Geographic, der von genau drei Personen erstellt wurde.“

## Filmografie (Produzent)
- 1998: Cafe Digital
- 2005: Preacher with an Unknown God (auch Regie)
- 2010: Striking a Chord
- 2012: Training for the Apocalypse
- 2013: Dog and Beth: On the Hunt (div. Folgen, auch Regie)
- 2015: Stream Dream (auch Bildgestaltung)
- 2016: The Last Blintz (auch Bildgestaltung)
- 2016: Hungry (auch Bildgestaltung)
- 2016–2017: Live PD (35 Folgen)
- 2017: Dope Man (auch Regie)